# Una mujer bajo la lluvia
Una mujer bajo la lluvia (A Woman in the Rain en inglés) es una película de comedia de 1992, dirigida por Gerardo Vera, quien escribió el guion junto a Manuel Hidalgo y Carmen Posadas, es una adaptación del largometraje La vida en un hilo de Edgar Neville; está protagonizada por Ángela Molina, Antonio Banderas e Imanol Arias, entre otros. 
El filme fue realizado por Atrium Productions, Sociedad General de Televisión (Sogetel) y Sogepaq, se estrenó el 28 de febrero de 1992.

## Sinopsis
Una mujer conoce a Miguel y a Ramón, dos sujetos muy diferentes. Contrae matrimonio con el segundo, a quien conoció tras salir de una tienda de flores, en cambio si hubiera hecho lo mismo con el primero, la historia sería muy diferente. Miguel es reservado y correcto al extremo, Ramón es tranquilo y errante.

## Reparto
| Intérprete             | Personaje             |
| ---------------------- | --------------------- |
| Ángela Molina          | Mercedes              |
| Antonio Banderas       | Miguel                |
| Imanol Arias           | Ramón                 |
| Kiti Mánver            | Alicia                |
| Marta Fernández Muro   | Clara Isabel          |
| Mary Carmen Ramírez    | Luisita               |
| Carlos Hipólito        | Alfonso               |
| Jeannine Mestre        | Patricia              |
| Manuel Alexandre       | Don Emilio            |
| Mary Carrillo          | Madre de Ramón        |
| Conchita Montes        | Tía Amparitxu         |
| Mayrata O'Wisiedo      | Doña Milagros         |
| Javier Gurruchaga      | Narrador              |
| Alberto Fernández      | Javier                |
| Gustavo Pérez de Ayala | Amadeo                |
| Helio Pedregal         | Arribachu             |
| Paula Soldevila        | Menchu                |
| Lucio Romero           | Camarero              |
| Alexandra Fierro       | Azafata               |
| Maite Merino           | Vendedora Floristería |
| Roberto De La Peña     | Caddy                 |
| José Antonio Navarro   | Mayordomo             |
| Nieves Romero          | Camarera              |
| Nancho Novo            | Mensajero             |
| Fermín Aldaz           | Violinista            |
| Víctor Mendoza         | Policía Municipal     |
| Francisco Peramos      | Ayudante              |